# Kostas Krystallis
Kostas Krystallis, pseudonimo di Kostas Kroustallis (in greco: Κώστας Κρυστάλλης; Sirako, 1868 – Arta, 22 aprile 1894), è stato uno scrittore e poeta greco.

## Biografia

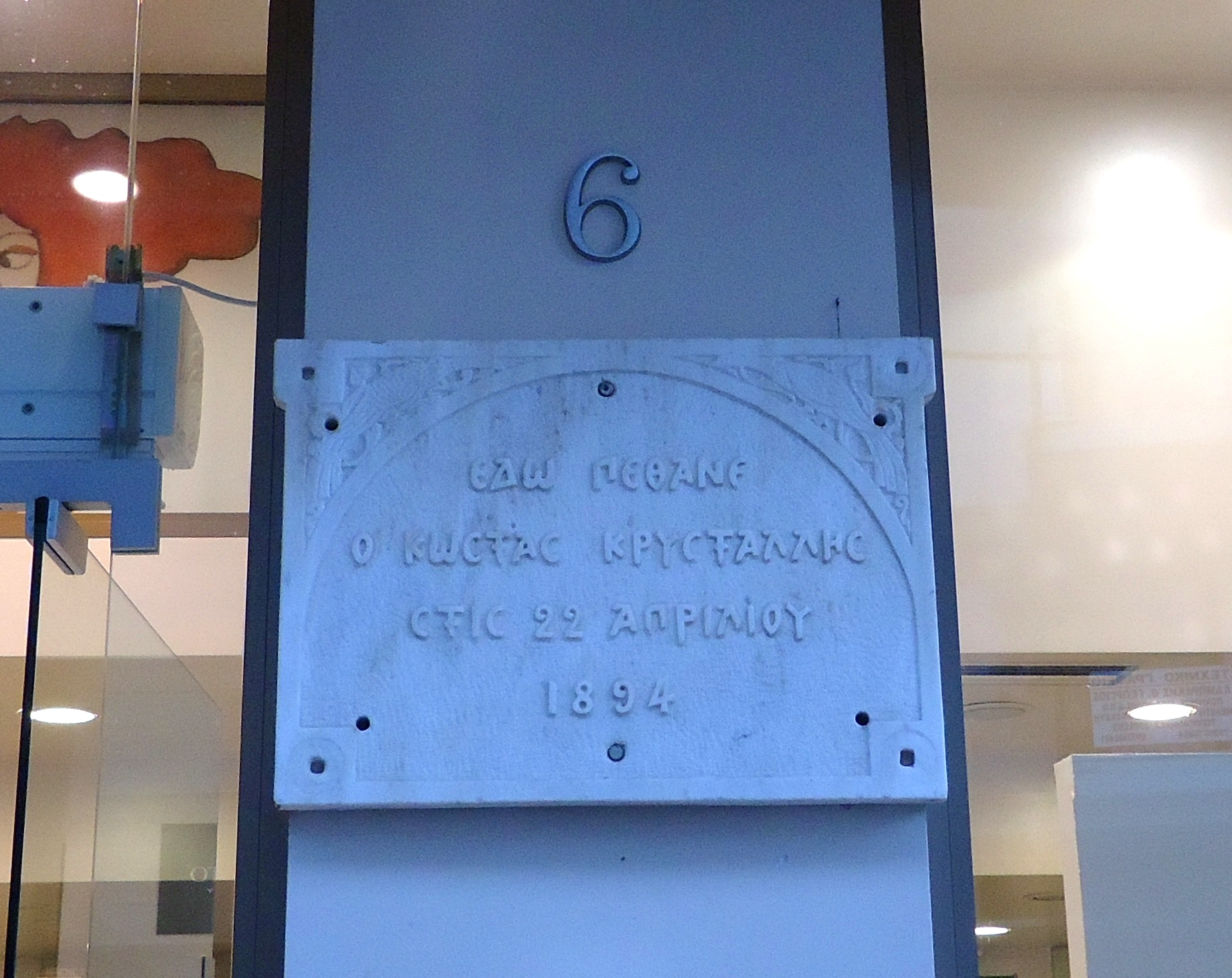
Targa nel luogo in cui la casa del poeta Kostas Krystallis era situata in via Karapanou ad Arta.

Figlio del ricco mercante Dimitris Krystallis e di sua moglie Giannoula Psallida, Krystallis ha frequentato la scuole a Giannina.
Nel 1887 ha pubblicato la prima raccolta di poesie dal titolo Ombre di Ade, ispirato da Dante e Omero, le cui tematiche patriottiche rivoluzionarie, i riferimenti agli episodi della Rivoluzione del 1821, gli hanno causato problemi con le autorità turche che lo hanno condannato in contumacia a venticinque anni di esilio e quindi è stato costretto a fuggire nel 1889 ad Atene.
Ad Atene, ha cambiato il suo cognome in Krystallis, inoltre ha lavorato come tipografo per due anni, come autore di voci enciclopediche, come segretario per il periodico La settimana, come impiegato delle ferrovie del Peloponneso, ha collaborato con il giornale Voce dell'Epiro (1892-1894), manifestando tutti i suoi ideali per la libertà del suo paese, che era ancora sotto il controllo ottomano.
A causa del peggioramento del suo stato di salute si è trasferito dapprima a Corfù e poi ad Arta in casa della sorella, dove è morto all'età di ventisei anni, il 22 aprile 1894.
Krystallis è morto in giovane età, a causa della tubercolosi, dopo una breve esistenza dolorosa, confortata dal ricordo delle persone care e dal canto delle montagne.

## Stile e pensiero poetico
Le sue prime opere epico-liriche e patriottiche, quali Ombre di Ade e Il monaco di Kleisoura di Missolonghi (1890), scritte in un linguaggio arcaico, sono state influenzate dal Romanticismo ateniese e dal poeta Aristotelis Valaoritis, invece con le opere successive, dal 1891 con Poesie agresti e Canti del villaggio e dello stazzo (1893), si è avvicinato al circolo della nuova scuola ateniese, ben rappresentata da Kostis Palamas, giungendo alla lingua greca volgare e alla canzone popolare neoellenica, intrisa di riferimenti teocritei, fatto che gli ha attirato scarse simpatie da parte dei critici letterari amanti della lingua colta.
Diversamente dall'anonimo autore della Pastorella cretese (XVII secolo), che ha convertito in poesia popolare un genere colto e straniero, Krystallis ha preferito proseguire e approfondire il canto folclorico con lo stile del poeta d'arte, che da un punto di vista espressivo ha condotto l'autore ad una sapienza tecnica e a un candore lirico.
Il suo linguaggio poetico è stato ricco di elementi dialettali e Krystallis si è avvicinato al modello di Virgilio, assimilando la tradizione e innovandola.
Le sue liriche si sono caratterizzate per le immagini ispirate dalla natura, dalla vita rurale, dalla vita lavorativa quotidiana, avvolte dai suoni della flora e della fauna, oltre che dagli eventi naturali, dal mondo della favola e dell'incantesimo, che consentono di dimenticare le sofferenze quotidiane e le passioni. Queste immagini hanno costituito la premessa della realizzazione di un mondo lirico intuìto con una genuinità, una sincerità, una inventività che diradano il pathos.
Anche nelle sue prose rurali e bucoliche, le sue influenze risalgono al campo delle tradizioni popolari. Tra le sue prose menzionamo Vie De Montage, pubblicata a Parigi nel 1895, in cui si mescolano satira, tradizioni e politica greca.
Krystallis ha ispirato numerosi scrittori, tra i quali Ghiannis Kambysis e D. Paparrigoulos, ed è accostabile allo stile del poeta Spyridon Vasiliadis.

## Opere principali
- Σκιαί του Άδου (Ombra di Ade);
- Ο καλόγηρος της Κλεισούρας του Μεσσολογγίου (Il monaco di Kleisoura di Missolonghi);
- Αγροτικά (Poesie agresti);
- Τραγουδιστής του χωριού και της Στάνης (Canti del villaggio e dello stazzo);
- Πεζογραφήματα (Novelle);
- Γκόλφω (Golfo);
- Ψωμοπάτης (Psomopatis);
- Αρπαγή (Sequestro);
- Αθάνατο νερό (Acqua immortale);
- Θάνατος της βοσκοπούλας (La morte della pastorella);
- Αναμνήσεις (Ricordi);
- Όνειρο (Sogno).